# Hohbühl
Hohbühl ist ein Gemeindeteil der Gemeinde Köditz im Landkreis Hof (Oberfranken, Bayern). Hohbühl liegt in der Gemarkung Köditz.

## Geografie
Die Einöde liegt am gleichnamigen Berg (587 m ü. NHN) südöstlich der Anschlussstelle 2 der Bundesautobahn 72. Ein Anliegerweg führt 200 Meter südöstlich parallel zur Bundesstraße 173 zu einer Gemeindeverbindungsstraße, die unmittelbar nördlich in die B 173 mündet bzw. südlich nach Köditz verläuft.

## Geschichte
Hohbühl wurde in der ersten Hälfte des 20. Jahrhunderts auf dem Gemeindegebiet von Köditz gegründet und auf einer topographischen Karte (Ausgabe 1939) erstmals verzeichnet.

### Einwohnerentwicklung
| Jahr      | 001950 | 001961 | 001970 | 001987 |
| Einwohner | 3      | 11     | 9      | 6      |
| Häuser    | 1      | 2      |        | 2      |
| Quelle    | [ 8 ]  | [ 9 ]  | [ 10 ] | [ 1 ]  |

## Religion
Hohbühl ist evangelisch-lutherisch geprägt und bis heute nach St. Leonhard (Köditz) gepfarrt.